# جمشید مشایخی
جمشید مشایخی (۶ آذر ۱۳۱۳ – ۱۳ فروردین ۱۳۹۸) بازیگر ایرانی بود. وی برگزیدهٔ ششمین دورهٔ همایش چهره‌های ماندگار و دارای نشان درجه یک فرهنگ و هنر بود. یکی از تماشاخانه‌های تئاتر خاوران تهران به نام اوست. از مشایخی، در کنار داوود رشیدی، عزت‌الله انتظامی، محمدعلی کشاورز و علی نصیریان به سبب تأثیرشان در فیلم‌های ایرانی به عنوان پنج بازیگر مرد ماندگار تاریخ تئاتر، سینما و تلویزیون ایران (پنج تن سینمای ایران) یاد شده است.

## زندگی
جمشید مشایخی در ۶ آذر ۱۳۱۳ در محله امیریه تهران متولد شد. او فرزند ارشد خانواده‌ای ۹ نفره بود. او اصالتاً اهل شهرستان تنکابن در استان مازندران بود.

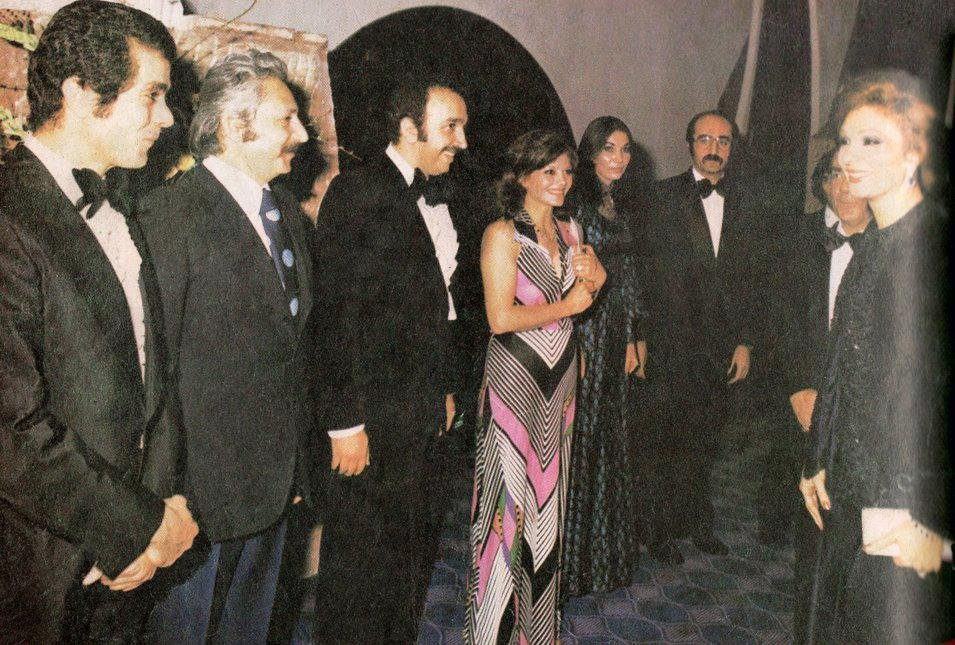
از چپ: بهروز وثوقی، مشایخی، بهمن فرمان‌آرا، فخری خوروش، پروانه معصومی و هژیر در کنار فرح پهلوی

مشایخی بازیگری را در مدرسه‌های امیریه آغاز کرد و در نمایش دانش‌آموزی مناظره شتر و موتور حضور یافت. وی دارای تحصیلات ناتمام در رشتهٔ تئاتر است. وی سال ۱۳۳۶ به استخدام اداره تازه تأسیس هنرهای دراماتیک درآمد و به عنوان بازیگر کار خود را در برنامه نمایشی کانال سوم دولتی آغاز کرد، اولین فعالیت هنری وی بازی در تله‌تئاتر بعد از سی سال به کارگردانی علی نصیریان در سال ۱۳۳۹ بوده است و با ایفای نقش در فیلم کوتاه جلد مار هژیر داریوش به همراه فخری خوروش جلوی دوربین رفت. او حتی به خاطر بازی سینمایی اش برای مدتی از کار تئاتر اخراج شد. در واقع کار حرفه‌ای خود را از سال ۱۳۴۹ به‌طور رسمی شروع کرد. بازی جمشید مشایخی در نقش انسان‌های بی‌رحم و همچنین نقش‌های تاریخی همچون «شازده احتجاب»، «کمال الملک» و رضا تفنگچی/خوشنویس در سریال «هزار دستان» نشانگر از توانایی بازیگری اوست. او در سال ۱۳۶۳، بابت بازی در دو فیلم گل‌های داوودی و کمال‌الملک، برندهٔ سیمرغ بلورین بهترین بازیگر نقش اول مرد جشنواره فیلم فجر شد. از نمایش‌های مهم او بازی در نقش «بزرگ آقا» در نمایش میراث کارِ بهرام بیضایی در تالار ۲۵ شهریور در آذر ماه ۱۳۴۶ بود.
مشایخی، در سال ۱۳۹۳ به عنوان سفیر سلامت چشم و بینایی و در سال ۱۳۹۴ به عنوان سفیر سلامت از سوی وزارت بهداشت و دانشکده علوم پزشکی دانشگاه تهران معرفی و به وی تندیس سلامت اهدا شد.

## مستند جمشید مشایخی
این مستند مروری بر زندگی‌نامه جمشید مشایخی است که در سال ۱۳۸۵ به کارگردانی الهام قره خانی و امیر مهرتاش مهدوی با حضور ۶۵ نفر از هنرمندان و با گویندگی پرویز پرستویی تولید شده است. لوح فشرده این اثر توسط مؤسسه رسانه‌های تصویری روانه بازار شده است. این اثر در دو نمایش عمومی خود مراسم پنجاه سال سایه دوست داشتنی جمشید مشایخی در خانه هنرمندان ایران و جشنواره فیلم شهر در خانه هنرمندان ایران با استقبال روبرو شد.

## حاشیه‌ها

### انتقاد از رضا عطاران
رضا عطاران در نشست فیلم سینمایی طبقه هساث در جشنواره فیلم فجر عنوان کرده بود: «من برای خنداندن مردم حاضرم شلوارم را نیز پایین بکشم».
جمشید مشایخی در واکنش به این اظهار نظر عطاران گفت: «آقای عطاران شما می‌توانستید برای خنداندن مردم بگوید؛ از بالای یک درخت تبریزی به پایین می‌پرم نه آنکه آن حرف زشت را که من از گفتن آن خجالت می‌کشم به زبان بیاورید؛ آن‌وقت ما بخاطر این بی‌اخلاقی‌ها به او جایزه هم می‌دهیم»
رضا عطاران در مصاحبه‌ای که با احسان علیخانی در ویژه برنامه نوروزی شبکه سوم داشت، نسبت به ماجرای صحبت‌هایش در نشست خبری طبقه هساث که موجب جنجال‌هایی شده بود آن را یک سوءتفاهم قلمداد کرد.

### انتقاد از تیزرهای عزت‌الله انتظامی
او در جشن منتقدان سینما به عزت‌الله انتظامی حمله شدیدی کرد و دربارهٔ او گفت: چرا در تیزرهایی که نشان می‌دهند تنها چهره یک بازیگر نمایش داده می‌شود.
او گفت: یادگرفتم که مانند علی معلم رک باشم و حرف‌هایم را بزنم. اگر من می‌دانستم که فقط یک هنرپیشه برای منتقدین مطرح است سال‌ها پیش این کار را رها می‌کردم. این مسئله را جدی می‌گویم. گویا سایرین در تئاتر و سینما زحمت نکشیده‌اند که فقط یک نفر را نشان می‌دهند. این همان بازیگری است که «روزگاری جلوی شهبانو تنبک می‌زد، و حالا خانه‌اش را وقف می‌کند.»!

### اعتقاد به خودکشی تختی
در سال ۱۳۹۷ جمشید مشایخی مدعی شد: غلامرضا تختی خودکشی کرد و دلیل خودکشی تختی، همسرش و اطرافیانش بود.

### عذرخواهی از لیونل مسی
او بعد از حمله کاربران اینترنتی ایران به لیونل مسی روی خط برنامهٔ ۹۰ آمد و ضمن عذرخواهی از «لیونل مسی» در مورد رفتار زشت برخی افراد که در فضای مجازی به این بازیکن بی‌احترامی کرده بودند، صحبت کرد و گفت: کسانی که این عمل زشت را انجام دادند، ایرانی نیستند.

## درگذشت
مشایخی از سال ۱۳۹۵ با بیماری گوارشی دست و پنجه نرم می‌کرد تا سرانجام پس از تحمل یک دوره این بیماری در ۱۳ فروردین ۱۳۹۸ در ۸۴ سالگی درگذشت. پیکر وی در ۱۷ فروردین ۱۳۹۸ از مقابل تالار وحدت تشییع و در قطعه هنرمندان بهشت زهرا دفن شد. در مراسم تشییع جنازهٔ او، هنرمندانی همچون علی نصیریان، ایرج راد و حمیدرضا نوربخش سخنرانی کردند.
چهار روز پس از درگذشت مشایخی، شورای شهر تهران با تصویب فوریتی نام خیابان «ج» واقع در محل زندگی مشایخی را به نام وی تغییر داد. مراسم رونمایی از سردیس و پلاک خیابان او در ۱۳ اردیبهشت ۱۳۹۸ انجام شد.

## فعالیت‌ها و آثار
او کار تئاتر حرفه‌ای را از سال ۱۳۳۶ با بازی در نمایش وظیفه پزشک آغاز کرد و بعد از آن در نمایش‌های بسیاری از جمله «آی بی کلاه، آی با کلاه» اثر غلامحسین ساعدی، «لونه شغال و افعی» اثر علی نصیریان و «مرده‌های بی کفن و دفن» اثر ژان پل سارتر به کارگردانی حمید سمندریان بازی کرد. مشایخی در سال ۱۳۴۲ با بازی در فیلم کوتاه «جلد مار» بازیگری در سینما را آغاز کرد. اما نخستین اثر مهم او بازی در نقش خان دایی در فیلم قیصر ساخته مسعود کیمیایی بود

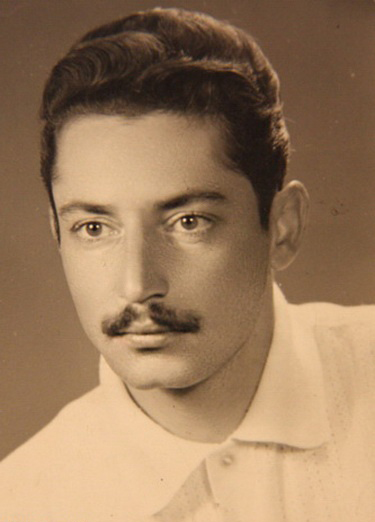
جمشید مشایخی در ۲۲ سالگی
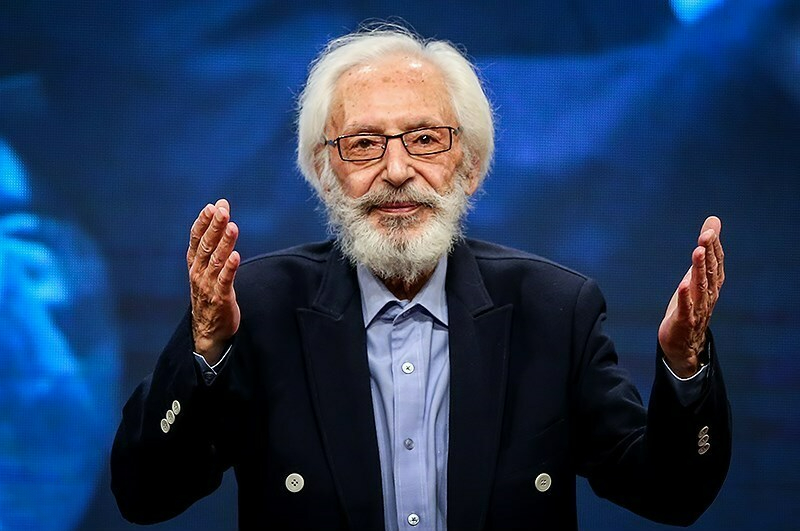
آئین نکوداشت‌های هجدهمین جشن سینمای ایران
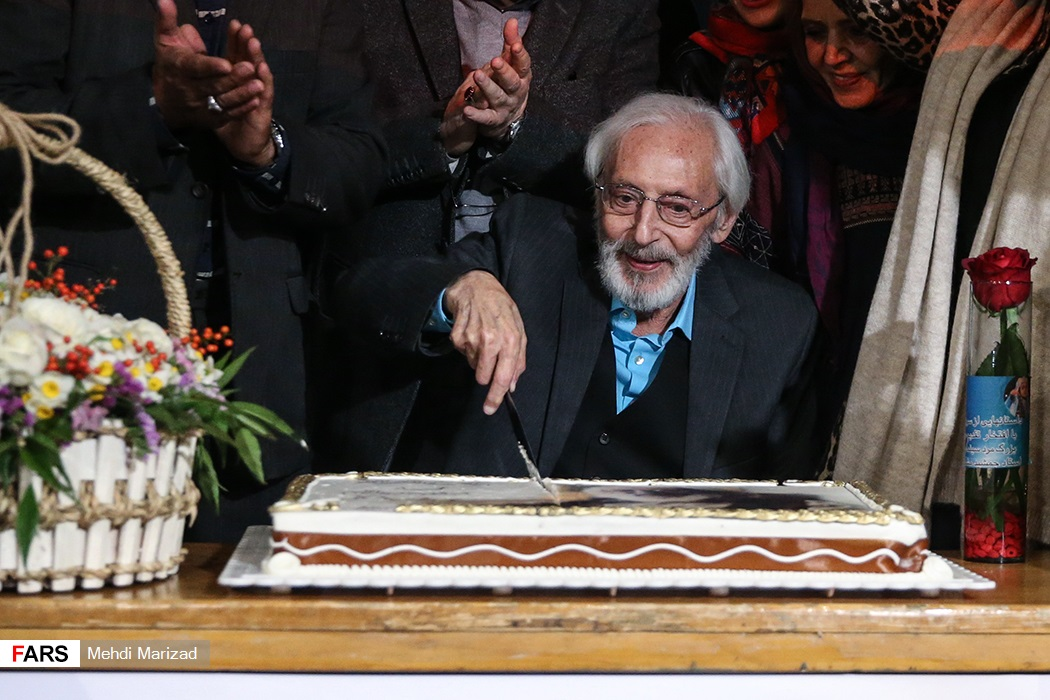
جشن تولد ۸۴ سالگی مشایخی در خانه هنرمندان ۱۳۹۷

## جوایز
- برندهٔ «جایزهٔ بهترین بازیگر مرد» برای بازی در فیلم پدربزرگ از نخستین «جشنوارهٔ بین‌المللی فیلم پیونگ یانگ» - سال ۱۳۶۶
- برندهٔ «سیمرغ بلورین بهترین بازیگر نقش اول مرد» برای بازی در فیلم‌های کمال‌الملک و گل‌های داوودی از سومین «جشنوارهٔ بین‌المللی فیلم فجر» - سال ۱۳۶۳
- برندهٔ «تندیس زرین بهترین بازیگر نقش مکمل مرد» برای بازی در فیلم بانوی من از هفتمین «جشن سینمای ایران» - سال ۱۳۸۲
- نامزد «تندیس زرین بهترین بازیگر نقش اول مرد» برای بازی در فیلم کمیتهٔ مجازات از سومین «جشن سینمای ایران» - سال ۱۳۷۸